# Brachynemurus mexicanus
Brachynemurus mexicanus är en insektsart som beskrevs av Banks 1895. Brachynemurus mexicanus ingår i släktet Brachynemurus och familjen myrlejonsländor. Inga underarter finns listade i Catalogue of Life.